# Modena Football Club 2018 2023-2024
Questa voce raccoglie le informazioni riguardanti il Modena Football Club 2018 nelle competizioni ufficiali della stagione 2023-2024.

## Stagione
Il Modena Football Club si appresta a disputare la sua 52ª stagione nel campionato di Serie B, per la seconda stagione consecutiva dalla promozione dalla Serie C. La società decide di cambiare guida tecnica dopo due stagione, sostituendo Attilio Tesser, già vincitore del campionato di Serie C e della Supercoppa e dopo aver ottenuto una salvezza tranquilla in cadetteria con un accesso ai play-off sfiorato, con l'esordiente Paolo Bianco, già collaboratore tecnico di Roberto De Zerbi e Massimiliano Allegri.
Anche il resto dello staff tecnico cambia, con l'ingresso di Filippo Pensalfini (nel ruolo di vice allenatore), dell'ex attaccante canarino Salvatore Bruno (come collaboratore tecnico), dei modenesi Stefano Taparelli e Alessandro Brandoli (come preparatori atletici) e Andrea Pulga (come match analyst). Ad essi si aggiunge la bandiera e uomo spogliatoio Antonio Narciso, che dopo aver deciso di appendere i guanti al chiodo rimane in società come preparatore dei portieri.
Altri cambiamenti riguardano il settore giovanile, con la sostituzione dopo quattro anni del responsabile Mauro Melotti (già storico calciatore e allenatore canarino e tra le persone chiave per la rinascita del settore giovanile), con Andrea Catellani, che aveva già ricoperto tale ruolo alla S.P.A.L..
Nel mercato estivo la società si muove sia in ambito di entrate che in ambito di uscite. Lasciano il club gialloblù, dopo due stagioni, alcuni dei protagonisti della promozione in cadetteria, come Marco Armellino, Francesco Renzetti, Tommaso Silvestri e Nicola Mosti. Lasciano anche, dopo la fine dei prestiti, il difensore Giorgio Cittadini e l'attaccante Davide Diaw. Tra gli acquisti si segnalano quelli di Matteo Cotali dal Frosinone, di Cristian Cauz dalla Reggiana, di Jacopo Manconi dall'Albinoleffe, di Antonio Palumbo dalla Ternana e il ritorno dopo due stagioni del difensore Giovanni Zaro dal Südtirol. Come prestito, invece, arriva il giovane Alessandro Pio Riccio, proveniente dalla Juventus.
La preparazione parte con un iniziale ritrovo in città, per poi proseguire in due sessioni distinte, una a Fanano  nell'Appennino Modenese e una a Dimaro, in Val di Sole.
Avvengono dei movimenti di mercato pure nella finestra invernale: lasciano i due giovani Nicholas Bonfanti e Romeo Giovannini, entrambi in squadra dal vittorioso campionato di terza serie, e l'esperto attaccante Diego Falcinelli. In entrata invece c'è l'arrivo degli attaccanti Ettore Gliozzi e Lorenzo Di Stefano, del centrocampista Simone Santoro e dei difensori Niccolò Corrado e Gabriele Guarino.
In occasione di Modena-Catanzaro, prima partita interna dopo il centododicesimo compleanno del club, prima della partita, sono state premiate le quattro Leggende Gialloblù Marco Ballotta, Mauro Mayer, Andrea Bergamo e Sauro Frutti, che erano state elette nella scorsa stagione dai tifosi canarini. Nell'intervallo, invece, hanno sfilata circa 2300 atleti delle giovanili delle varie società affiliate al progetto Canarini si cresce.
In seguito alla sconfitta interna contro il Catanzaro, la società decide di sollevare dall'incarico l'allenatore Paolo Bianco. Al suo posto viene ingaggiato l'esperto allenatore originario di Porretta Terme Pierpaolo Bisoli.
Durante la settimana successiva, attraverso i social, viene indetta la votazione per aggiungere le nuove quattro Leggende Gialloblù. Al termine delle votazioni vengono scelti Giorgio Frezzolini, Paolo Ponzo, Alex Pinardi e Diomansy Kamara.
Per quanto riguarda il settore giovanile, si registra l'ottima annata della formazione primavera guidata dall'allenatore Paolo Mandelli. La stagione parte con la vittoria del Torneo Città di Vignola, che vede il trionfo dei giovani canarini contro i pari età della S.P.A.L., riportando al club modenese un trionfo che mancava dall'edizione del 1992.
Per quanto riguarda il campionato, la formazione si ritrova nel girone A del Campionato Primavera 3. A tre giornate dal termine della regular season la squadra ottiene l'aritmetica certezza del primo posto, che garantisce la qualificazione diretta per la finale play-off del girone. Nella finale con doppia sfida andata e ritorno contro la Pro Vercelli, la squadra emiliana dopo il pareggio per 1-1 allo stadio Silvio Piola riesce a vincere per 4-0 il ritorno allo stadio Leo Vicini di Savignano sul Panaro che sancisce la vittoria del girona A di Primavera 3 e la matematica promozione al campionato di Primavera 2.
La vittoria del girone A inoltre permette la qualificazione alla poule scudetto da svolgersi in finale secca contro l'Avellino, vincitore del girone B.
Allo stadio Mirabello la formazione canarina sconfigge per 2-1 gli avversari vincendo il Trofeo Dante Berretti laureandosi campione d'Italia.
Nella settimana successiva, per concludere la stagione, partecipa al Trofeo Dossena che vede concludersi con il raggiungimento della semifinale.
A giugno, inoltre, durante i FIGC Grassroots Awards la società canarina viene premiata come miglior club professionistico impegnato nel calcio di base.

## Divise e sponsor
| Casa | Trasferta | Terza divisa |

## Organigramma societario
Area direttiva
- Presidente: Carlo Rivetti
- Presidente onorario: Romano Sghedoni
- Amministratore delegato: Matteo Rivetti, Ilaria Mazzeo
- Consigliere: Camilla Rivetti, Silvio Rivetti
- Chief Financial Officer (CFO): Mauro Malavasi

Area organizzativa
- Direttore generale: Andrea Russo
- Team manager: Nazario Pignotti
- Magazziniere: Davide Marzani, Claudio Pifferi

Area comunicazione
- Direttore: Paolo Viganò
- Ufficio stampa: Jacopo Mazza

Area tecnica
- Direttore sportivo: Davide Vaira
- Allenatore: Paolo Bianco (1°-33°), Pierpaolo Bisoli (34°-38°)
- Allenatore in seconda Filippo Pensalfini (1°-33°), Giuseppe Angelini (34°-38°)
- Collaboratore tecnico: Salvatore Bruno (1°-33°)
- Collaboratore tecnico: Antonio Narciso
- Collaboratore tecnico: Davide Bisoli (34°-38°)
- Preparatore/i atletico/i: Francesco Benassi, Alessandro Brandoli, Stefano Taparelli
- Preparatore dei portieri: Andrea Rossi
- Match analyst: Andrea Pulga

Area sanitaria
- Responsabile:  Domenico Di Mambro
- Medici sociali: Alessandro Bellucci, Claudio Guicciardi, Massimiliano Pergreffi
- Fisioterapisti: Riccardo Levrini, Jacopo Bigliazzi, Mirco Cinci
- Nutrizionista: Enrico Roseo
- Podologo: Gabriele Mini

## Rosa
Dal sito ufficiale della società:
| N. |                         | Ruolo | Calciatore                   |
| -- | ----------------------- | ----- | ---------------------------- |
| 3  | Italia (bandiera)       | D     | Fabio Ponsi                  |
| 4  | Italia (bandiera)       | D     | Antonio Pergreffi (capitano) |
| 5  | Italia (bandiera)       | C     | Antonio Palumbo              |
| 6  | Italia (bandiera)       | C     | Luca Magnino                 |
| 7  | Italia (bandiera)       | C     | Edoardo Duca                 |
| 8  | Burkina Faso (bandiera) | C     | Abdoul Guiebre               |
| 8  | Italia (bandiera)       | C     | Simone Santoro               |
| 9  | Italia (bandiera)       | A     | Nicholas Bonfanti            |
| 9  | Italia (bandiera)       | A     | Ettore Gliozzi               |
| 10 | Italia (bandiera)       | C     | Luca Tremolada               |
| 11 | Italia (bandiera)       | A     | Diego Falcinelli             |
| 12 | Italia (bandiera)       | P     | Andrea Seculin               |
| 14 | Italia (bandiera)       | D     | Gabriele Guarino             |
| 15 | Italia (bandiera)       | D     | Tommaso Silvestri            |
| 16 | Italia (bandiera)       | C     | Fabio Gerli                  |
| 17 | Italia (bandiera)       | A     | Jacopo Manconi               |
| 19 | Italia (bandiera)       | D     | Giovanni Zaro                |
| 20 | Italia (bandiera)       | C     | Mario Gargiulo               |
| 21 | Italia (bandiera)       | A     | Romeo Giovannini             |

| N. |                    | Ruolo | Calciatore            |
| -- | ------------------ | ----- | --------------------- |
| 22 | Italia (bandiera)  | P     | Filippo Vandelli      |
| 23 | Italia (bandiera)  | C     | Thomas Battistella    |
| 24 | Croazia (bandiera) | D     | Roko Vukušić          |
| 26 | Italia (bandiera)  | P     | Riccardo Gagno        |
| 27 | Italia (bandiera)  | D     | Alessandro Pio Riccio |
| 28 | Austria (bandiera) | C     | Sandro Waibl          |
| 29 | Italia (bandiera)  | D     | Matteo Cotali         |
| 30 | Albania (bandiera) | C     | Kleis Bozhanaj        |
| 31 | Italia (bandiera)  | P     | Tommaso Leonardi      |
| 32 | Italia (bandiera)  | A     | Luca Strizzolo        |
| 33 | Italia (bandiera)  | D     | Cristian Cauz         |
| 42 | Belgio (bandiera)  | C     | Lukas Mondele         |
| 73 | Italia (bandiera)  | A     | Lorenzo Di Stefano    |
| 77 | Italia (bandiera)  | D     | Edoardo Olivieri      |
| 78 | Italia (bandiera)  | C     | Marco Oliva           |
| 87 | Italia (bandiera)  | C     | Riccardo Ori          |
| 90 | Italia (bandiera)  | A     | Fabio Abiuso          |
| 91 | Italia (bandiera)  | D     | Niccolò Corrado       |
| 99 | Marocco (bandiera) | D     | Shady Oukhadda        |

## Calciomercato

### Sessione estiva(dall'1/7 all'1/9)
| Acquisti | Acquisti              | Acquisti       | Acquisti        |
| R.       | Nome                  | da             | Modalità        |
| -------- | --------------------- | -------------- | --------------- |
| P        | Filippo Vandelli      | Fidelis Andria | Titolo gratuito |
| D        | Matteo Cotali         | Frosinone      | Titolo gratuito |
| D        | Cristian Cauz         | Reggiana       | Titolo gratuito |
| D        | Giovanni Zaro         | Südtirol       | Definitivo      |
| D        | Tommaso Maggioni      | Juve Stabia    | Fine prestito   |
| D        | Matteo Piacentini     | Triestina      | Fine prestito   |
| D        | Lorenzo Coccia        | Carrarese      | Fine prestito   |
| D        | Riccardo Baroni       | Pontedera      | Fine prestito   |
| D        | Roko Vukušić          | RNK Spalato    | Titolo gratuito |
| D        | Alessandro Pio Riccio | Juventus       | Prestito        |
| C        | Antonio Palumbo       | Ternana        | Definitivo      |
| C        | Lukas Mondele         | Club Brugge    | Titolo gratuito |
| C        | Mario Gargiulo        | Pisa           | Fine prestito   |
| C        | Abdoul Guiebre        | Reggiana       | Fine prestito   |
| C        | Kleis Bozhanaj        | Carrarese      | Fine prestito   |
| C        | Jacopo Nelli          | Renate         | Fine prestito   |
| C        | Edoardo Saporiti      | Torres         | Fine prestito   |
| C        | Tiziano Tulissi       | Fermana        | Fine prestito   |
| A        | Jacopo Manconi        | AlbinoLeffe    | Titolo gratuito |
| A        | Luca Strizzolo        | Cremonese      | Definitivo      |
| A        | Roberto Ogunseye      | Foggia         | Fine prestito   |
| A        | Fabio Abiuso          | Pergolettese   | Fine prestito   |

| Cessioni | Cessioni           | Cessioni       | Cessioni                |
| R.       | Nome               | a              | Modalità                |
| -------- | ------------------ | -------------- | ----------------------- |
| P        | Antonio Narciso    |                | Termine carriera        |
| P        | Julián Kadijevic   | Comunicaciones | Fine prestito           |
| D        | Francesco Renzetti | Colorno        | Rescissione consensuale |
| D        | Tommaso Silvestri  | Catania        | Definitivo              |
| D        | Matteo Piacentini  | Cesena         | Definitivo              |
| D        | Tommaso Maggioni   | Mantova        | Definitivo              |
| D        | Mauro Coppolaro    | Carrarese      | Prestito                |
| D        | Giorgio Cittadini  | Atalanta       | Fine prestito           |
| D        | Gabriele Ferrarini | Monza          | Fine prestito           |
| D        | Sebastien De Maio  | Vicenza        | Fine prestito           |
| D        | Lorenzo Coccia     | Arezzo         | Prestito                |
| C        | Marco Armellino    | Avellino       | Definitivo              |
| C        | Jacopo Nelli       | Fiorenzuola    | Definitivo              |
| C        | Edoardo Saporiti   | Potenza        | Definitivo              |
| C        | Andrea Poli        | Pro Sesto      | Svincolato              |
| C        | Tiziano Tulissi    | Tritium        | Svincolato              |
| C        | Artur Ioniță       | Pisa           | Fine prestito           |
| C        | Simone Panada      | Atalanta       | Fine prestito           |
| A        | Davide Diaw        | Monza          | Fine prestito           |
| A        | Luca Strizzolo     | Cremonese      | Fine prestito           |
| A        | Diego Mordidi      | Corticella     | Definitivo              |
| A        | Roberto Ogunseye   | Cesena         | Definitivo              |
| A        | Nicola Mosti       | Virtus Entella | Prestito                |

### Sessione invernale(dal 2/1 all'1/2)
| Acquisti | Acquisti           | Acquisti       | Acquisti      |
| R.       | Nome               | da             | Modalità      |
| -------- | ------------------ | -------------- | ------------- |
| D        | Niccolò Corrado    | Ternana        | Prestito      |
| D        | Gabriele Guarino   | Empoli         | Prestito      |
| C        | Simone Santoro     | Perugia        | Prestito      |
| A        | Lorenzo Di Stefano | Lecco          | Definitivo    |
| A        | Ettore Gliozzi     | Pisa           | Definitivo    |
| A        | Nicola Mosti       | Virtus Entella | Fine prestito |

| Cessioni | Cessioni          | Cessioni       | Cessioni   |
| R.       | Nome              | a              | Modalità   |
| -------- | ----------------- | -------------- | ---------- |
| D        | Riccardo Baroni   | AlbinoLeffe    | Definitivo |
| D        | Abdoul Guiebre    | Bari           | Definitivo |
| C        | Romeo Giovannini  | Virtus Entella | Prestito   |
| A        | Nicholas Bonfanti | Pisa           | Definitivo |
| A        | Diego Falcinelli  | Spezia         | Definitivo |
| A        | Nicola Mosti      | Juve Stabia    | Prestito   |

### Operazioni esterne alle sessioni
| Cessioni | Cessioni     | Cessioni    | Cessioni |
| R.       | Nome         | a           | Modalità |
| -------- | ------------ | ----------- | -------- |
| D        | Roko Vukušić | Nõmme Kalju | prestito |

## Risultati

### Serie B

#### Girone di andata
| Arbitro: | Baroni (Firenze) |

|  |           |          |
|  | Marcatori | 90’ Zaro |

| Arbitro: | Sozza (Seregno) |

|               |           |  |
| Strizzolo 59’ | Marcatori |  |

| Arbitro: | Di Marco (Ciampino) |

|            |           |                          |
| Tutino 12’ | Marcatori | 40’ Strizzolo 87’ Abiuso |

| Arbitro: | Baroni (Firenze) |

|                              |           |  |
| Tremolada 4’ Strizzolo 90+4’ | Marcatori |  |

| Arbitro: | Camplone (Pescara) |

|               |           |               |
| Balestrero 9’ | Marcatori | 4’ Falcinelli |

| Modena 23 settembre 2023, ore 14:00 CEST 6ª giornata | Modena               | 0 – 0 referto | Lecco | Stadio Alberto Braglia (8 514 spett.)\| Arbitro: \| Perenzoni (Rovereto) \| |
| Arbitro:                                             | Perenzoni (Rovereto) |               |       |                                                                             |

| Bolzano 26 settembre 2023, ore 20:30 CEST 7ª giornata | Südtirol           | 0 – 0 referto | Modena | Stadio Druso (3 574 spett.)\| Arbitro: \| Bonacina (Bergamo) \| |
| Arbitro:                                              | Bonacina (Bergamo) |               |        |                                                                 |

| Arbitro: | Tremolada (Monza) |

|              |           |                                      |
| Bonfanti 48’ | Marcatori | 55’ Altare 76’ Gytkjær 83’ Bjarkason |

| Arbitro: | Aureliano (Bologna) |

|  |           |                             |
|  | Marcatori | 47’ Henderson 90+3’ Mancuso |

| Arbitro: | Volpi (Arezzo) |

|             |           |             |
| Sibilli 72’ | Marcatori | 83’ Manconi |

| Arbitro: | Perenzoni (Rovereto) |

|                            |           |               |
| Palumbo 17’ Falcinelli 56’ | Marcatori | 90+4’ Dionisi |

| Arbitro: | Di Bello (Brindisi) |

|                |           |                            |
| Vandeputte 19’ | Marcatori | 26’ Manconi 90+4’ Bozhanaj |

| Arbitro: | Ayroldi (Molfetta) |

|  |           |                             |
|  | Marcatori | 31’ Se. Esposito 63’ Kasami |

| Arbitro: | Chiffi (Padova) |

|                 |           |          |
| Partipilo 90+3’ | Marcatori | 59’ Duca |

| Arbitro: | Abisso (Palermo) |

|                         |           |             |
| Manconi 1’ Bozhanaj 70’ | Marcatori | 50’ Antiste |

| Arbitro: | Camplone (Pescara) |

|                                  |           |          |
| Verdi 42’ (rig.) Gabrielloni 87’ | Marcatori | 56’ Zaro |

| Arbitro: | Di Marco (Ciampino) |

|         |           |             |
| Duca 3’ | Marcatori | 29’ Cassano |

| Arbitro: | Volpi (Arezzo) |

|                                             |           |  |
| Collocolo 16’ Pickel 29’, 38’ Ghiglione 31’ | Marcatori |  |

| Arbitro: | Giua (Olbia) |

|                  |           |                    |
| Gelashvili 90+2’ | Marcatori | 64’ (rig.) Palumbo |

#### Girone di ritorno
| Arbitro: | Rutella (Enna) |

|                      |           |                            |
| Tremolada 52’ (rig.) | Marcatori | 5’ (aut.) Zaro 30’ Galazzi |

| Arbitro: | Bonacina (Bergamo) |

|                                        |           |                            |
| Segre 8’ Brunori 35’ Soleri 88’, 90+6’ | Marcatori | 31’ Battistella 60’ Abiuso |

| Arbitro: | Abisso (Palermo) |

|                                      |           |  |
| Battistella 16’ Abiuso 23’ Ponsi 47’ | Marcatori |  |

| Arbitro: | Ferrieri Caputi (Livorno) |

|                          |           |                                |
| González 21’ Álvarez 33’ | Marcatori | 59’ (rig.), 82’ (rig.) Palumbo |

| Arbitro: | Camplone (Pescara) |

|             |           |            |
| Gliozzi 16’ | Marcatori | 23’ Tutino |

| Arbitro: | Marinelli (Tivoli) |

|                              |           |                       |
| Pohjanpalo 45+5’ (rig.), 71’ | Marcatori | 61’ Gerli 77’ Palumbo |

| Modena 25 febbraio 2024, ore 16:15 CET 26ª giornata | Modena         | 0 – 0 referto | Spezia | Stadio Alberto Braglia (10 392 spett.)\| Arbitro: \| Rutella (Enna) \| |
| Arbitro:                                            | Rutella (Enna) |               |        |                                                                        |

| Arbitro: | Minelli (Varese) |

|                              |           |                          |
| Mlakar 42’] Canestrelli 84’] | Marcatori | 48’ Abiuso 74’ Strizzolo |

| Arbitro: | Marcenaro (Genova) |

|  |           |                  |
|  | Marcatori | 90+5’ Bianchetti |

| Arbitro: | Volpi (Arezzo) |

|                              |           |                                                           |
| Abiuso 6’ Palumbo 65’ (rig.) | Marcatori | 34’ Di Molfetta 45+7’ (rig.) Butić 90+1’ (rig.) La Mantia |

| Arbitro: | Monaldi (Macerata) |

|              |           |             |
| Amatucci 13’ | Marcatori | 42’ Magnino |

| Arbitro: | Bonacina (Bergamo) |

|                    |           |            |
| Palumbo 51’ (rig.) | Marcatori | 62’ Pucino |

| Terni 6 aprile 2024, ore 14:00 CEST 32ª giornata | Ternana          | 0 – 0 referto | Modena | Stadio Libero Liberati (5 316 spett.)\| Arbitro: \| Gualtieri (Asti) \| |
| Arbitro:                                         | Gualtieri (Asti) |               |        |                                                                         |

| Arbitro: | Perenzoni (Rovereto) |

|               |           |                                  |
| Tremolada 34’ | Marcatori | 16’, 68’ Iemmello 25’ Vandeputte |

| Ascoli Piceno 20 aprile 2024, ore 14:00 CEST 34ª giornata | Ascoli             | 0 – 0 referto | Modena | Stadio Cino e Lillo Del Duca (6 455 spett.)\| Arbitro: \| Ayroldi (Molfetta) \| |
| Arbitro:                                                  | Ayroldi (Molfetta) |               |        |                                                                                 |

| Arbitro: | Minelli (Varese) |

|          |           |  |
| Zaro 67’ | Marcatori |  |

| Arbitro: | Baroni (Firenze) |

|                  |           |  |
| Gondo 64’ (rig.) | Marcatori |  |

| Modena 5 maggio 2024, ore 15:00 CEST 37ª giornata | Modena           | 0 – 0 referto | Como | Stadio Alberto Braglia (9 579 spett.)\| Arbitro: \| Zufferli (Udine) \| |
| Arbitro:                                          | Zufferli (Udine) |               |      |                                                                         |

| Arbitro: | Collu (Cagliari) |

|                       |           |                                |
| Sersanti 22’ Buso 59’ | Marcatori | 2’, 35’ Strizzolo 29’ Bozhanaj |

### Coppa Italia
| Arbitro: | Aureliano (Bologna) |

|                                               |           |                                        |
| Retegui 1’, 57’ Vásquez 45+3’ Guðmundsson 51’ | Marcatori | 29’ Manconi 40’ Tremolada 77’ Gargiulo |

## Statistiche

### Statistiche di squadra
| Competizione | Punti | In casa | In casa | In casa | In casa | In casa | In casa | In trasferta | In trasferta | In trasferta | In trasferta | In trasferta | In trasferta | Totale | Totale | Totale | Totale | Totale | Totale | DR |
| Competizione | Punti | G       | V       | N       | P       | Gf      | Gs      | G            | V            | N            | P            | Gf           | Gs           | G      | V      | N      | P      | Gf     | Gs     | DR |
| ------------ | ----- | ------- | ------- | ------- | ------- | ------- | ------- | ------------ | ------------ | ------------ | ------------ | ------------ | ------------ | ------ | ------ | ------ | ------ | ------ | ------ | -- |
| Serie B      | 47    | 19      | 6       | 6       | 7       | 19      | 21      | 19           | 4            | 11           | 4            | 22           | 26           | 38     | 10     | 17     | 11     | 41     | 47     | -6 |
| Coppa Italia | -     | 0       | 0       | 0       | 0       | 0       | 0       | 1            | 0            | 0            | 1            | 3            | 4            | 1      | 0      | 0      | 1      | 3      | 4      | -1 |
| Totale       | -     | 19      | 6       | 6       | 7       | 19      | 21      | 20           | 4            | 11           | 5            | 25           | 30           | 39     | 10     | 17     | 12     | 44     | 51     | -7 |

### Andamento in campionato
| Giornata  | 1 | 2 | 3 | 4 | 5 | 6 | 7 | 8 | 9 | 10 | 11 | 12 | 13 | 14 | 15 | 16 | 17 | 18 | 19 | 20 | 21 | 22 | 23 | 24 | 25 | 26 | 27 | 28 | 29 | 30 | 31 | 32 | 33 | 34 | 35 | 36 | 37 | 38 |
| --------- | - | - | - | - | - | - | - | - | - | -- | -- | -- | -- | -- | -- | -- | -- | -- | -- | -- | -- | -- | -- | -- | -- | -- | -- | -- | -- | -- | -- | -- | -- | -- | -- | -- | -- | -- |
| Luogo     | T | C | T | C | T | C | T | C | C | T  | C  | T  | C  | T  | C  | T  | C  | T  | T  | C  | T  | C  | T  | C  | T  | C  | T  | C  | C  | T  | C  | T  | C  | T  | C  | T  | C  | T  |
| Risultato | V | V | V | V | N | N | N | P | P | N  | V  | V  | P  | N  | V  | P  | N  | P  | N  | P  | P  | V  | N  | N  | N  | N  | N  | P  | P  | N  | N  | N  | P  | N  | V  | P  | N  | V  |
| Posizione | 1 | 1 | 1 | 1 | 1 | 1 | 3 | 3 | 5 | 5  | 5  | 4  | 4  | 7  | 5  | 7  | 8  | 8  | 8  | 8  | 9  | 8  | 8  | 8  | 8  | 8  | 7  | 8  | 11 | 11 | 12 | 12 | 13 | 12 | 11 | 14 | 14 | 10 |

Legenda:

Luogo: C = Casa; T = Trasferta. Risultato: V = Vittoria; N = Pareggio; P = Sconfitta.

### Statistiche dei giocatori
| Giocatore      | Serie B  | Serie B | Serie B     | Serie B    | Coppa Italia | Coppa Italia | Coppa Italia | Coppa Italia | Totale   | Totale | Totale      | Totale     |
| Giocatore      | Presenze | Reti    | Ammonizioni | Espulsioni | Presenze     | Reti         | Ammonizioni  | Espulsioni   | Presenze | Reti   | Ammonizioni | Espulsioni |
| -------------- | -------- | ------- | ----------- | ---------- | ------------ | ------------ | ------------ | ------------ | -------- | ------ | ----------- | ---------- |
| F. Abiuso      | 23       | 5       | 5           | 1          | 1            | 0            | 0            | 0            | 24       | 5      | 5           | 1          |
| T. Battistella | 22       | 2       | 9           | 0          | 1            | 0            | 0            | 0            | 23       | 2      | 9           | 0          |
| N. Bonfanti    | 10       | 1       | 0           | 0          | 1            | 0            | 0            | 0            | 11       | 1      | 0           | 0          |
| K. Bozhanaj    | 21       | 3       | 4           | 0          | 0            | 0            | 0            | 0            | 21       | 3      | 4           | 0          |
| C. Cauz        | 20       | 0       | 5           | 0          | 0            | 0            | 0            | 0            | 20       | 0      | 5           | 0          |
| N. Corrado     | 17       | 0       | 0           | 0          | -            | -            | -            | -            | 17       | 0      | 0           | 0          |
| M. Cotali      | 30       | 0       | 7           | 0          | 1            | 0            | 0            | 0            | 31       | 0      | 7           | 0          |
| L. Di Stefano  | 6        | 0       | 0           | 0          | -            | -            | -            | -            | 6        | 0      | 0           | 0          |
| E. Duca        | 19       | 2       | 6           | 0          | 1            | 0            | 1            | 0            | 20       | 2      | 7           | 0          |
| D. Falcinelli  | 17       | 2       | 3           | 0          | 1            | 0            | 0            | 0            | 18       | 2      | 3           | 0          |
| M. Gargiulo    | 3        | 0       | 1           | 0          | 1            | 1            | 1            | 0            | 4        | 1      | 2           | 0          |
| R. Gagno       | 22       | -24     | 0           | 0          | 1            | -4           | 0            | 0            | 23       | -28    | 0           | 0          |
| F. Gerli       | 24       | 1       | 4           | 0          | 1            | 0            | 1            | 0            | 25       | 1      | 5           | 0          |
| R. Giovannini  | 3        | 0       | 0           | 0          | 0            | 0            | 0            | 0            | 3        | 0      | 0           | 0          |
| E. Gliozzi     | 18       | 1       | 0           | 0          | -            | -            | -            | -            | 18       | 1      | 0           | 0          |
| A. Guiebre     | 10       | 0       | 3           | 0          | 1            | 0            | 0            | 0            | 11       | 0      | 3           | 0          |
| L. Magnino     | 38       | 1       | 4           | 0          | 0            | 0            | 0            | 0            | 38       | 1      | 4           | 0          |
| J. Manconi     | 30       | 3       | 5           | 0          | 1            | 1            | 1            | 0            | 31       | 4      | 6           | 0          |
| L. Mondele     | 2        | 0       | 0           | 0          | 0            | 0            | 0            | 0            | 2        | 0      | 0           | 0          |
| M. Oliva       | 1        | 0       | 0           | 0          | -            | -            | -            | -            | 1        | 0      | 0           | 0          |
| S. Oukhadda    | 25       | 0       | 4           | 1          | 0            | 0            | 0            | 0            | 25       | 0      | 4           | 1          |
| A. Palumbo     | 36       | 7       | 9           | 0          | 1            | 0            | 0            | 0            | 37       | 7      | 9           | 0          |
| A. Pergreffi   | 24       | 0       | 8           | 0          | 1            | 0            | 0            | 0            | 25       | 0      | 8           | 0          |
| F. Ponsi       | 26       | 1       | 8           | 0          | 0            | 0            | 0            | 0            | 26       | 1      | 8           | 0          |
| A. Riccio      | 24       | 0       | 5           | 0          | -            | -            | -            | -            | 24       | 0      | 5           | 0          |
| S. Santoro     | 15       | 0       | 5           | 0          | -            | -            | -            | -            | 15       | 0      | 5           | 0          |
| A. Seculin     | 17       | -23     | 2           | 0          | 0            | 0            | 0            | 0            | 17       | -23    | 2           | 0          |
| T. Silvestri   | 1        | 0       | 0           | 0          | 1            | 0            | 0            | 0            | 2        | 0      | 0           | 0          |
| L. Strizzolo   | 26       | 6       | 5           | 0          | 0            | 0            | 0            | 0            | 26       | 6      | 5           | 0          |
| L. Tremolada   | 25       | 3       | 2           | 0          | 1            | 1            | 0            | 0            | 26       | 4      | 2           | 0          |
| F. Vandelli    | 1        | 0       | 0           | 0          | 0            | 0            | 0            | 0            | 1        | 0      | 0           | 0          |
| G. Zaro        | 37       | 3       | 7           | 0          | 1            | 0            | 0            | 0            | 38       | 3      | 7           | 0          |

## Settore giovanile

### Organigramma
Area sportiva
- Responsabile settore giovanile: Andrea Catellani
- Vice responsabile settore giovanile: Filippo Bruni
- Segretario settore giovanile: Stefano Casolari
- Responsabile Area Tecnica: Alessandro Consolati
- Segretario Sportivo: Giacomo Caravello
- Responsabile Corporate Settore Giovanile e Accademia: Fabio Dall’Omo
- Coordinatore Organizzativo Agonistica: Andrea Mezzapelle
- Coordinatore Attività di Base e Accademia: Roby Malverti
- Coordinatore Tecnico Attività di Base: Gennaro Puca
- Responsabile Progetti Speciali e Coordinatore Tecnico Accademia: Elena Viani
- Coordinatore degli osservatori: Giancarlo Bocelli
- Responsabile scouting centro-sud: Michele Orabona
- Responsabile Scouting Pre-Agonistica e Attività di Base: Luca Cavazzuti
- Osservatori: Andrea Cavicchioli, Luciano Carlino
- Osservatori area cittadina: Gianfranco Borsari

Area tecnica
- Primavera
  - Allenatore: Paolo Mandelli
  - Allenatore in seconda: Paolo Ricchi
  - Preparatore atletico: Paolo Tintorri
  - Preparatore dei portieri: Andrea Rossi
  - Match analyst: Mattia Rui
- Under-17
  - Allenatore: Michele Troiano
  - Allenatore in seconda: Giacomo Cipriani
  - Preparatore atletico: Marco Nicoletti, Samuel Di Meo
  - Preparatore dei portieri:
- Under-16
  - Allenatore: Mirco Martinelli
  - Allenatore in seconda:
  - Preparatore atletico:
  - Preparatore dei portieri:

- Under-15
  - Allenatore: Leonardo Fontanesi
  - Allenatore in seconda:
  - Preparatore atletico:
  - Preparatore dei portieri:
- Under-14
  - Allenatore: Giovanni Morselli
  - Allenatore in seconda:
  - Preparatore atletico:
  - Preparatore dei portieri:
- Under-13
  - Allenatore: Bruno Notari
  - Allenatore in seconda:
  - Preparatore atletico:

Attività di base
- Under-12
  - Allenatore: Christian Cavazzoni
- Under-11
  - Allenatore: Alessandro Pulga
- Under-11
  - Allenatore: Andrea Minozzi
- Under-10
  - Allenatore: Gabriele Siciliano
- Under-10
  - Allenatore: Ciro Esposito
- Under-9
  - Allenatore: Riccardo Ottani
- Under-9
  - Allenatore: Stefano Benanti

### Piazzamenti
- Primavera:
  - Campionato Primavera 3: Vincitore
  - Trofeo Dante Berretti: Vincitore
  - Torneo Città di Vignola: Vincitore
  - Trofeo Dossena: semifinale
- Under-17:
  - Campionato: 11º posto
  - Memorial Francesco Seghedoni: quarto posto
  - Memorial Previdi: terzo posto
  - Memorial Sassi: Vincitore
- Under-16:
  - Campionato: 6* nel gruppo 4
  - Torneo Città di Vignola Nextgen: secondo posto
  - Memorial Zini: finalista
- Under-15:
  - Campionato: 7º posto
  - Torneo Città di Vignola Nextgen: Vincitore
  - Memorial Sassi: semi finale
- Under-14:
  - Campionato: 4º posto
  - torneo Sacchero: quarto posto
  - Ravenna Top Club: ottavi di finale
  - Gallini Cup: semifinale
  - Torneo Nazionale l’Elite: Vincitore
  - Torneo "Città di Soliera": quarto posto
- Under-13:
  - Campionato: 7º posto
  - Memorial E. La Penna: da disputare

## Settore femminile

### Organigramma
Area sportiva
- Presidente: Amedeo Forti
- Direttore sportivo: Claudio Coppelli
- Segretario Generale e Team Manager: Franco Martelli

Prima squadra
- Allenatore: Marco Mattioli (1*-2*); Cesare Maestroni (3*-26*)
- Vice allenatore: Marco Turrini
- Preparatore atletico: Luca Porru
- Preparatore dei portieri: Ignazio Nicita
- Fisioterapia: Nicolò Tilocca
- Accompagnatore: Roberto Muzzioli

Settore giovanile
- Responsabile: Pietro Turci
- Direttore tecnico: Ennio Bulgarelli
- Juniores
  - Allenatore: Ennio Bulgarelli
- Under-17
  - Allenatore: Massimo Dalmonego
- Under-15
  - Allenatore: Lara Barbieri
- Under-12
  - Allenatore: Fabio Contrino
- Under-10
  - Allenatore: Martina Vaccari

### Piazzamenti
- Prima squadra:
  - Campionato: 3º posto
  - Coppa Emilia-Romagna: Quarto di finale
- Juniores:
  - Campionato: 2º posto
  - Torneo Femminile CN People: terzo posto
  - Coppa Emilia-Romagna: semifinale
- Under-17:
  - Campionato: semifinali regionali
  - Torneo Previdi: secondo posto
- Under-15:
  - Campionato:
  - Torneo Nazionale Ghirlandina: terzo posto
- Under-12: 
  - Torneo Femminile CN People:
- Under-10:
  - Torneo Femminile CN People: